# Uniball
UniBall är ett gratis datorspel i 2D, ursprungligen skapat av Josh Langley. Spelet klarar av upp till 40 spelare samt 4 lag och går ut på att vinna över de andra lagen genom att antingen nå en viss poänggräns, eller genom att ha flest poäng när tidsgränsen löper ut.